# La voz del concejo
La voz del concejo es un proyecto documental producido por Bambara Zinema, Laboratorio Bambara y la asociación Faceira con la colaboración de la Fundación Cerezales Antonino y Cinia y la Confederación Española de Centros y Clubes Unesco. El proyecto gira en torno a la figura de los concejos y los bienes y usos comunales: qué son, cómo se organizan, cuál es su historia, dónde existen y por qué es importante ponerlos en valor.

## Producción
En 2012, ante el riesgo de desaparición de las entidades locales menores debido a la Ley de Racionalización y Sostenibilidad de la Administración Local, se inició un movimiento en su defensa y la asociación Faceira encargó a la productora Bambara Zinema la realización de un vídeo que mostrase la defensa de dichas instituciones. Sin embargo, el metraje inicial era insuficiente por lo que decidieron seguir recopilando material y abordarlo como un documental que se publicaría bajo una licencia Creative Commons.
Dicha obra buscaría tratar la figura histórica de los concejos y sus usos como patrimonio inmaterial dado el escaso material fotográfico y audiovisual sobre los mismos. El eje central giraría en torno a las juntas vecinales de España, con especial atención a las de la provincia de León ya que representan un tercio de todas las existentes en el país.
En abril de 2013, Rosa María Juárez Fernández (presidenta de la Fundación Cerezales Antonino y Cinia), Silvia Martínez Cantón (presidenta de la Confederación Española de Centros y Clubes Unesco), María Teresa García Montes (representante de la Asociación Cultural Faceira) e Isabel Medarde Oliden (representante de Bambara Zinema) firmaron un convenio de colaboración para continuar con la realización del documental y solicitar, así mismo, el reconocimiento de los concejos como patrimonio inmaterial. En diciembre de 2013 se estrenó una versión preliminar del documental, titulada Concejo de vecinos, como parte del ciclo Sendas, en la sede de la Fundación Cerezales Antonino y Cinia.

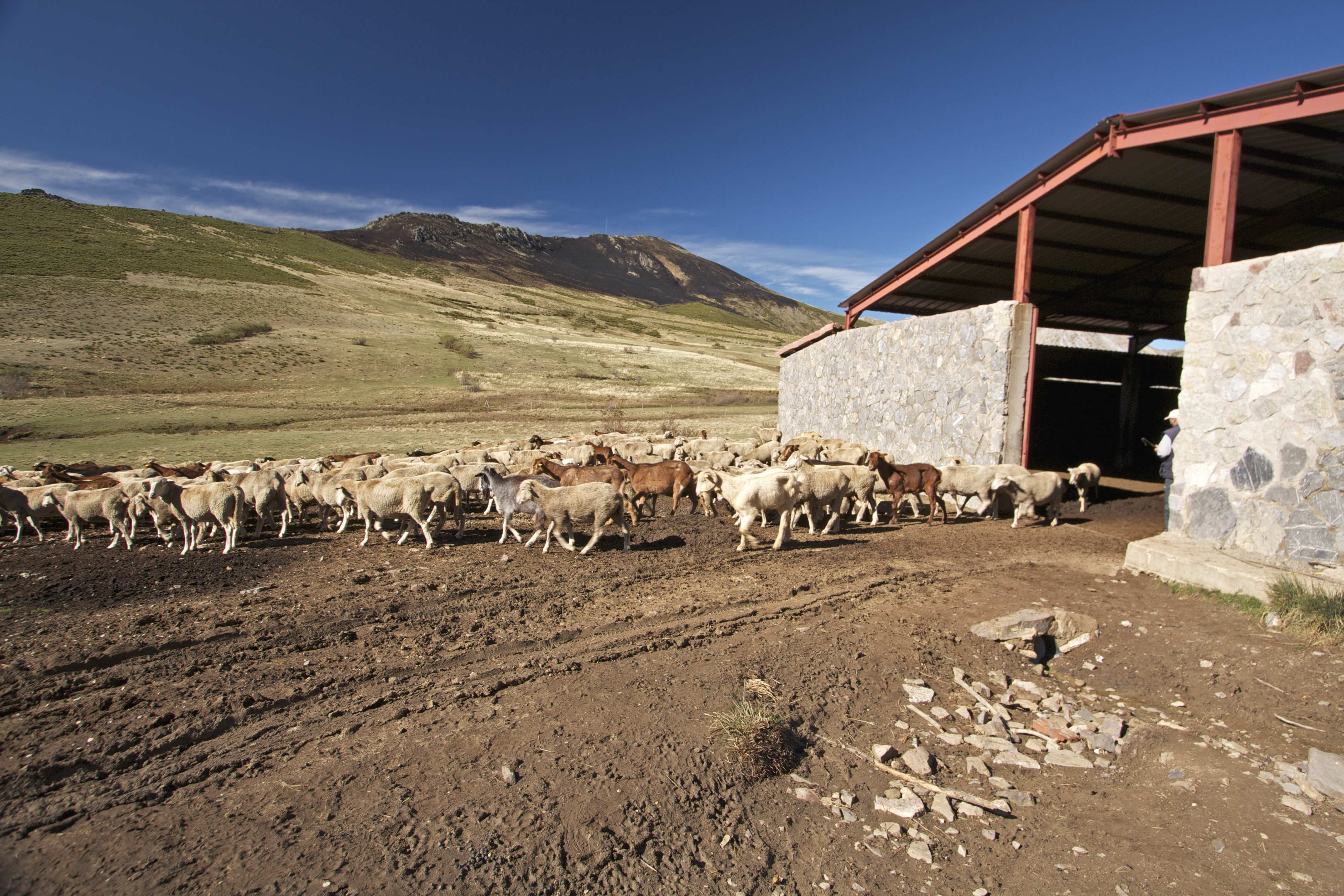
Vecera documentada en Salce

Después de cuatro años de investigación y rodaje en localidades del norte de España (León, Cantabria, Álava, Navarra) y Portugal (Cicouro, Tierra de Miranda), se decidió adaptar el proyecto a un formato documental web dividido en capítulos. Los cinco primeros, centrados en documentar los concejos, hacenderas, veceras, suertes de leña y bienes comunales, se presentaron en julio de 2016 en la sede de la Fundación Cerezales Antonino y Cinia, en Cerezales del Condado.

## Capítulos
1. La hacendera
2. Las suertes de leña
3. Los bienes comunales
4. La vecera
5. El concejo